# 罗塘乡 (长丰县)
罗塘乡，是中华人民共和国安徽省合肥市长丰县下辖的一个乡镇级行政单位。

## 行政区划
罗塘乡下辖以下地区：
罗塘社区、徐庙社区、花塘村、岳岗村、壁城村、双合村、庄岗村、叶集村、樊祠村、禹庙村、上拐村、双门村、朱桥村、鲁周村、黄岗村、杨郢村、张岗村、拐集村、戴庙村、邵桥村、甲道村、邵集村、联合村、尹集村和梅元村。